# Orthotrichum iwatsukii
Orthotrichum iwatsukii är en bladmossart som beskrevs av Ignatov in Ignatov et al. 2001. Orthotrichum iwatsukii ingår i släktet hättemossor, och familjen Orthotrichaceae. Inga underarter finns listade i Catalogue of Life.